# Дежавю
Дежавю́, или дежа вю (фр. déjà vu, МФА (фр.): МФА: [de.ʒa.vy]о файле — «уже́ виденное»), — психическое состояние, при котором человек ощущает, что когда-то уже был в подобной ситуации или в подобном месте, однако, испытывая такое чувство, обычно не может, несмотря на его силу, связать это «воспоминание» с конкретным моментом из прошлого. Наука распознаёт два типа дежавю: патологическое, обычно ассоциируемое с эпилепсией, и непатологический тип, характерный для здоровых людей, из которых примерно две трети имели опыт дежавю. Люди, которые больше путешествуют или часто смотрят фильмы, испытывают дежавю чаще, чем другие. Частота возникновения дежавю уменьшается с возрастом.
Термин впервые использован психологом Эмилем Буараком в 1876 году в книге «Будущее психических наук» (фр. L’Avenir des sciences psychiques) (в английском переводе — The psychology of the future, «Психология будущего»).

## Проявления дежавю
Дежавю напоминает состояние, возникающее при перечитывании давно прочтённой книги или повторном просмотре фильма, который вы раньше смотрели, но уже совершенно забыли, о чём он. Человек, пребывающий в таком состоянии, не может вспомнить, что произойдёт в следующее мгновение, но по ходу событий понимает, что в деталях видел эти несколько секунд в качестве реакции на несколько последовательных событий. Вся сила переживания дежавю состоит в ощущении, словно были сотни вариантов, как мог пройти этот момент, однако пребывающий в состоянии дежавю человек предпочёл все предшествующие действия (правильные или неправильные для него), в результате которых ему было «предначертано» оказаться именно в этой ситуации и в этом месте.
Впечатление от дежавю иногда бывает таким сильным, что воспоминания о нём могут сохраняться годами. Однако, как правило, человеку не удаётся восстановить в памяти никаких подробностей о тех событиях, о которых, как ему кажется, он помнил, когда испытывал дежавю.
Состояние дежавю сопровождается деперсонализацией: реальность становится расплывчатой и неясной. Пользуясь терминологией Фрейда, можно сказать, что наступает «дереализация» личности — как бы отрицание её реальности.
Поскольку дежавю не удаётся вызывать искусственно, его научные исследования затруднены.

## Научные объяснения
Для объяснения феномена дежавю учёные выдвигали разные гипотезы, некоторые из них отвергнуты, но ни одна ещё не доказана.

### Расщепление восприятия
Ощущение дежавю может возникнуть при двойной попытке мозга обработать входящие сигналы от органов чувств. Первое восприятие не детализировано, рассеяно или ухудшено, закрыто для сознания. Вторая попытка, следующая сразу же после первой, и вызывает чувство узнавания, поскольку мозгом мгновение назад уже частично получен этот кусок информации.
Анри Бергсон определял дежавю как «воспоминание о настоящем»: он считал, что восприятие реальности в этот момент внезапно раздваивается и отчасти как бы переносится в прошлое.

### Ошибка кодирования
Существует мнение, что возможной причиной явления дежавю может быть изменение способа кодирования времени головным мозгом. При этом процесс проще всего представить в виде одновременного кодирования информации как «настоящего» и как «прошлого» с одновременным переживанием этих процессов. В связи с этим ощущается отрыв от реальности.
Дежавю — это ошибка мозга, который перестраивает кратковременную память в долгосрочную и из-за этого воспроизводит момент, который вы только что видели, в момент, который был когда-то. Но в реальности этот момент был сейчас, и вы не знаете, что будет дальше.

### Сны
Сновидениями также можно объяснить происходящее с человеком во время дежавю; связь между этими состояниями имеет три различающихся между собой аспекта. Во-первых, у некоторых ощущения во время дежавю воспроизводят ситуацию, происходившую во сне, а не в состоянии бодрствования. Так, 20 % респондентов сообщили, что их опыт дежавю связан со снами, а 40 % — о связи как с ситуацией из снов, так и из гипотетического прошлого. Во-вторых, люди могут испытывать дежавю, потому что им встретились некоторые элементы из их запомнившихся снов. В-третьих, люди могут испытывать дежавю во время сна, что связывает дежавю с его частотой.

## Связь с заболеваниями
Дежавю — достаточно распространённое явление; исследования показывают, что до 97 % здоровых людей испытывали это состояние по крайней мере один раз в жизни. У психически здоровых дежавю появляется довольно редко (от 2 до 4 раз за многие годы), и это состояние мимолётно — длится считанные секунды.
Состояние «дежавю» наиболее сильно ассоциировано с височной эпилепсией. Этот процесс представляет собой неврологическую аномалию, связанную с эпилептическим электрическим разрядом в головном мозге, который вызывает сильное ощущение, что переживаемые в настоящее время событие или опыт уже были пережиты в прошлом. При болезненном варианте дежавю оно появляется намного чаще и длится в течение нескольких секунд, минут и, реже, часов. При этом сосуществуют два потока сознания, из которых один является болезненным представлением о том, что происходящее — это воспоминание о прошлом, а другой отражает действительность. Дежавю некоторыми исследователями рассматривается как симптом нарушения самоосознавания.
В ранних исследованиях предпринимались попытки установить связь между дежавю и психическими расстройствами, такими как тревожное расстройство, диссоциативное расстройство идентичности и шизофрения, однако исследователям не удалось выявить каких-либо корреляций, представляющих ценность для диагностики. Никакой особой связи между дежавю и шизофренией обнаружено не было. Исследование 2008 года показало, что эпизоды дежавю вряд ли будут являться причиной патологически-диссоциативных проявлений в будущем.
Некоторые исследования изучали генетические факторы при рассмотрении дежавю. И хотя нет гена, связанного с дежавю, ген LGII на 10-й хромосоме изучается на наличие возможной связи. Определённые разновидности гена связаны с лёгкой формой эпилепсии и, с определённой вероятностью, дежавю, наряду с жамевю, встречается достаточно часто во время эпилептических приступов (таких, как простые парциальные приступы); таким образом, у исследователей есть основания подозревать наличие связи.

### Болезненный вариант дежавю
Признаки болезненного, патологического варианта дежавю описаны И. С. Сумбаевым в 1945 году:
- ощущение многократности дежавю, когда человеку кажется, что он переживал его много раз;
- ощущение настоящего как того, что случится в будущем;
- замена последующих впечатлений предыдущими с нарушением последовательности «воспоминаний настоящего»;
- ощущение, что дежавю возникает не у самого́ больного, а у какого-то другого человека;
- интерпретация дежавю как относящегося к пережитому в «прошлой жизни» либо в параллельной вселенной;
- сочетание дежавю с галлюцинациями, когда больной ощущает, будто такой же голос он слышал раньше;
- сочетание дежавю с ощущением предвосхищения того, что произойдёт в ближайшее время;
- течение воспоминаний прерывисто, «толчками»;
- абсолютная уверенность больного в том, что в прошлом настоящее событие уже́ имело место;
- необычная структура воспоминания прошлого, когда больной, к примеру, реальных людей воспринимает как образы каких-то других людей, ранее виденных;
- неоднократное повторение дежавю по типу эхомнезии.

## Фармакология
Некоторые лекарства увеличивают вероятность возникновения дежавю. В частности, такой эффект может наблюдаться при совместном приёме амантадина и фенилпропаноламина (лекарства от простуды). В ходе исследования учёные пришли к заключению, что такое возможно благодаря гипер-дофаминергическому воздействию в медиальных височных областях мозга.

## Аналогичные явления
- Аналогичные явления: уже пережитое (фр. déjà vécu, дежа векю) или уже испытанное (déjà éprouvé, дежа эпруве), уже слышанное (déjà entendu, дежа антандю), уже продуманное (déjà pensé, дежа пансе), уже сделанное (déjà fait, дежа фе), уже знаемое (déjà su, дежа сю), уже желанное (déjà voulu, дежа вулю), уже рассказанное (déjà raconté, дежа раконте), уже отпробованное (вульг.) (фр. déjà baisée, дежа безе).
- Противоположные термины:
никогда не виденное, жамевю или жаме вю (jamais vu) — состояние, при котором человек в привычной обстановке чувствует, что он здесь никогда не был, и воспринимает лица, предметы и обстановку как бы увиденными в первый раз;
никогда не пережитое (jamais vécu, жаме векю) или никогда не испытанное (jamais éprouvé, жаме епруве) — восприятие событий как происходящих впервые[31];
никогда не слышанное (jamais entendu, жаме антандю)[31];
никогда не знаемое (jamais su, жаме сю) — состояние, при котором не могут быть воспроизведены хорошо усвоенные ранее знания, события, тексты и тому подобное[31].